# Кузман Стефов
Кузман (Кузо) Трифонов (Поп)Стефов (изписване до 1945 година: Кузманъ попъ Стефовъ) е български революционер, войвода на Вътрешната македоно-одринска революционна организация.

## Биография
Кузо Стефов е роден през 1875 година в село Загоричани, Костурско (днес Василиада). Учи първо в родното си село, в Костурското българско третокласно училище, и в Цариград. През 1894 година е в Битолската българска класическа гимназия. В 1898 година завършва с втория випуск класическия отдел на Солунската българска мъжка гимназия, където се сприятелява с Лазар Поптрайков, Лазар Москов и влиза в редиците на ВМОРО. Преподава в костурското село Горенци. Учителства в костурската паланка Хрупища (днес Аргос Орестико) като едновременно се занимава и революционната дейност, като агитатор. След ареста на Лазар Поптрайков през 1899 година оглавява Костурския революционен район заедно с Павел Христов и Михаил Николов. Кузо Стефов е осъден след Нурединовата през 1901 година, но съумява да избяга при прекарването му от Костур в Корча и става нелегален.
В началото на 1902 година Гоце Делчев посещава Костурския район и определя за ръководители на района Кузо Стефов (в Пополе), Лазар Поптрайков, Лазар Москов, Пандо Кляшев и Михаил Николов, докато Васил Чекаларов се занимава със закупуване на оръжие от Гърция. Кузо Стефов, заедно с Пандо Кляшев, е определен да действа в Пополе и към Хрупища. Една вечер в Нестрам, докато Кузо Стефов организира местен комитет, предателят Коте Христов от Руля и негови съмишленици правят неуспешен опит да убият войводата.
Вечерта на 24 февруари (11 по стар стил) 1902 година край село Шестеово четата на войводата е забелязана и предадена от турски селяни или от поп Аргир Апостольовски от Жупанища. Още същата вечер придошлият аскер обгражда четата. Кузо Стефов е ранен, а четникът му Малкото Наке убит с първите изстрели на турците. Смъртно ранен Кузо Стефов се връща при своята годеница Василка Иванова и се самоубива. Учителката Василка също се самоубива за да не попадне в плен. Останалата четници съумяват да избягат под ръководството на войводата Атанас Петров.
Главите на Кузо Стефов и Малкото Наке са отрязани и два дни се излагат на конака на Костур, а после са погребани в братската могила в Апоскеп.
Георги Константинов Бистрицки пише за него:
| „ | Кузо Стефов от с. Загоричани, със средно гимназиално образование, народен учител-организатор в Пополе кол и Хрупищко, сериозен и интелигентен мъж – един от най-старите дейци войводи, загина най-рано в буйната си младост и в първото сражение на българска чета с аскер в околията – в с. Шестеово – поради изкуствен шпионаж на п. Аргир Апостольовски от с. Жупанища. | “ |

Кузо Стефов е възпян в народна песен.